# Hilara urophylla
Hilara urophylla är en tvåvingeart som beskrevs av Collin 1928. Hilara urophylla ingår i släktet Hilara och familjen dansflugor. Inga underarter finns listade i Catalogue of Life.